# Baruni
Baruni su osnovani 1991. kao tamburaški sastav, a danas su glazbeni sastav koji izvodi pop glazbu.  
Poznatije pjesme su im: "Dobro mi došla stara ljubavi", "Ljubav nosi tvoje ime", "Kad Sava krene prema Brodu", "Blago onom tko rano poludi", "Mene grije", "Kao nekad", "Monika", "Nema više moje Marijane", "Zbog tvoje nevjere", "A tebe molim vrati se", "Bilo bi dobro da si kraj mene", "Sve si mi u ovom životu", "Kad bi moja bila", "Marisol", "Nekako ću te preboljeti", "Jer ljubav nije za mene" i "Ća bi, ća bi abu dabi", "Neka, neka" te dvije navijačke uspješnice "Neka pati koga smeta" (za hrvatsku nogometnu reprezentaciju) i "Plava balada" (za GNK Dinamo Zagreb).

## Članovi
- Miroslav Drljača Rus – stihopisac
- Danijel Banić – vokal
- Jadranko Jagarinec – bas-gitara
- Dubravko Jagarinec – akustična gitara
- Jelena Domazet – klavijature
- Zvonimir Domazet – električna gitara
- Miroslav Budanko – bubnjevi
- Mladen Palenkaš – bubnjevi
- Tihomir Markulin – klavijature

Samo su Danijel Banić, Jadranko Jagarinec i Dubravko Jagarinec u sastavu od samih početaka.[nedostaje izvor]

## Povijest
Osnovani su 1991. godine. Okupili su se kao jedan tamburaški orkestar u kulturno-umjetničkom društvu. Taj orkestar sačinjavalo je tada dvanaest ljudi. Pola te grupe bili su Baruni, a pola su
bili tamburaši sastava Gazde. Godinu kasnije počinju surađivati s Tomislavom Ivčićem koji je grupu preimenovao u Hrvatski baruni. Godinu kasnije Ivčić je umro, ali je grupa nastavila nositi novo ime. Slijedilo je razdoblje samostalnog guranja karijere do upoznavanja Miroslava Rusa 1995., koji je grupi dao novo ime, Baruni. Rezultat suradnje bile su prve autorske pjesme i prvi studijski album, Putuju oblaci 1996. godine. Iste godine u grupu dolazi bubnjar Miroslav Budanko, a nekako s njime i urbaniji zvuk i žešći, ponekad provokativni stihovi.
1997. stiže prvi značajan uspjeh. Početkom te godine nastupili su na Brodfestu s pjesmom "Kad Sava krene prema Brodu", pjesmom provokativnih stihova, koja je pobijedila na festivalu i proglašena je pjesmom milenija svih Brodfesta. Krajem godine izlazi im drugi studijski album Vrati se. 
Polako postaju sve poznatiji zahvaljujući sve urbanijoj glazbi, što kulminira u ljeto 1998. kada grupa iznenađuje izdavanjem singla "Neka pati koga smeta" koji u nešto više od tjedan dana biva prodan u 50.000 primjeraka, ispada ljetni megahit i stvara od grupe fakt opće kulture. Nakon toga ne postoji osoba koja nije čula za Barune, ni mlada ni stara. Tijekom snimanja pjesme grupi se pridružio gitarist Zvonimir Domazet. Ni dva mjeseca poslije ogromnog uspjeha izašao je novi album koji sadrži novi veliki hit "Monika", koji govori o aferi Monike Lewinski i Billa Clintona.
1999. godine dobivaju nagradu "Večernjakova ruža" za najbolji sastav po izboru čitatelja Večernjeg lista.
Singl "Bilo bi dobro da si kraj mene" predstavljen u ožujku 2001. s kojim su nastupili na Hrvatskom radijskom festivalu, i koji je inače dobro prihvaćen, bila je najava novog stila grupe, od sada totalno u pop zvuku. Krajem 2001. članica grupe postaje klavijaturistkinja Jelena Domazet, Zvonimirova sestra. Velik obol daje i u vokalnom dijelu koji kao jedina ženska članica upotpunjuje bojom svoga glasa.
Tražeći još stepenicu više u umjetničkom dijelu, prelaze u diskografsku kuću Orfej 2002. i izdaju album iste godine.
2003. pjesmom "Ljubav nosi tvoje ime" osvajaju 1. nagradu po izboru slušatelja na 7. HRF-u, te izdaju još jedan studijski album.
Danijel Banić je za Hrvatski glasnik 2008. o promjeni stila, na pitanje "Zašto ste promijenili stil, već nije bio dobar?", rekao: "Prije smo imali neku kombinaciju bubnjeva, gitara i tambure, a sad imamo čisti zabavni karakter, bubnjevi, gitare, klavijatura. Bio je dobar, mi sviramo te pjesme i danas, uzmemo tambure na koncerte, neke pjesme odsviramo na taj način. Tambura je instrument koji je dobar, ali je ograničen. Znači, ona može dati što može dati. Klavijatura ipak može dati mnogo više toga, a kad smo tražili klavijaturista, našli smo klavijaturisticu koja je vrhunski muzičar. I onda smo tu promijenili taj nekakav stil. Sad su ljudi to prihvatili...".

## Diskografija

### Studijski albumi
- Putuju i oblaci (1996.,  Croatia Records)
- Vrati se (1997.,  Croatia Records)
- Ulica Ilica (1998.,  Croatia Records)
- Cirkus (1999.,  Croatia Records)
- Otkad s tobom ne spavam (2002., Orfej)
- Ljubav nosi tvoje ime (2003., Hit Records)
- Svanut' će jutro puno ljubavi (2007., Hit Records)

### Kompilacije
- Veliki hitovi 1 (2000.,  Croatia Records)
- Najbolje od najboljeg (2006., Hit Records)
- Zlatna kolekcija (2011., Croatia Records)

### Singlovi
- "Neka pati koga smeta" (1998., Croatia Records), navijački
- "Janica i Ivica" (2000.,  Croatia Records), navijački
- "Sve il' ništa" (2010.), Baruni & ET; glazba i tekst Boytronic
- "Uzmi sve"
- "Draga"
- "Dušo moja nije meni lako"
- "Bilo bi dobro da si kraj mene"